# Scott G. Gier
Scott G. Gier (* 13. Januar 1948 in ʻAiea, Hawaii) ist ein US-amerikanischer Science-Fiction-Schriftsteller. Er diente sechs Jahre in der US Navy und arbeitete danach für eine Softwarefirma in Arizona.

## Werk

### Die Genellan Chroniken
- Gestrandet auf Genellan. Goldmann, 1997, ISBN 3-442-25019-6, Genellan: Planetfall 1995, (Chapters 1-24).
- Jagdzeit auf Genellan. Goldmann, 1998, ISBN 3-442-24813-2, Genellan: Planetfall 1995, (Chapters 25-44).
- Abflug von Genellan. Goldmann, 1998, ISBN 3-442-25020-X, Genellan: In the Shadow of the Moon 1996, (Chapters 1-24).
- Attacke aus dem Nichts. Goldmann, 1998, ISBN 3-442-24849-3, Genellan: In the Shadow of the Moon 1996, (Chapters 25-57).